# Jhala Nath Khanal
Jhala Nath Khanal (nepali: झलनाथ खनाल), född 20 maj 1950, är en nepalesisk politiker som var Nepals premiärminister mellan februari 2011 och 29 augusti 2011. Han var även ordförande för Nepals kommunistiska parti (Förenade marxist-leninisterna) och ledare för partiet i den konstituerande församlingen.

## Tidig karriär
Khanal föddes 20 maj 1950 i Sakhejung i distriktet Ilam, var medlem av Nepals kommunistiska parti (marxist-leninisterna), och var dess generalsekreterare från 1982 till 1986. Senare blev han medlem av Nepals kommunistiska parti (Förenade marxist-leninisterna). Khanal var under en period informations- och kommunikationsminister i koalitionsregeringen 1997.
Khanal vann mandatet för valkretsen Ilam-1 valet till den konstituerande församlingen 2008. Han ledde Nepals kommunistiska parti (Förenade marxist-leninisterna) som generalsekreterare från 2008 till februari 2009 och valdes till ordförande för Nepals kommunistiska parti (Förenade marxist-leninisterna) 16 februari 2009.

## Premiärminister

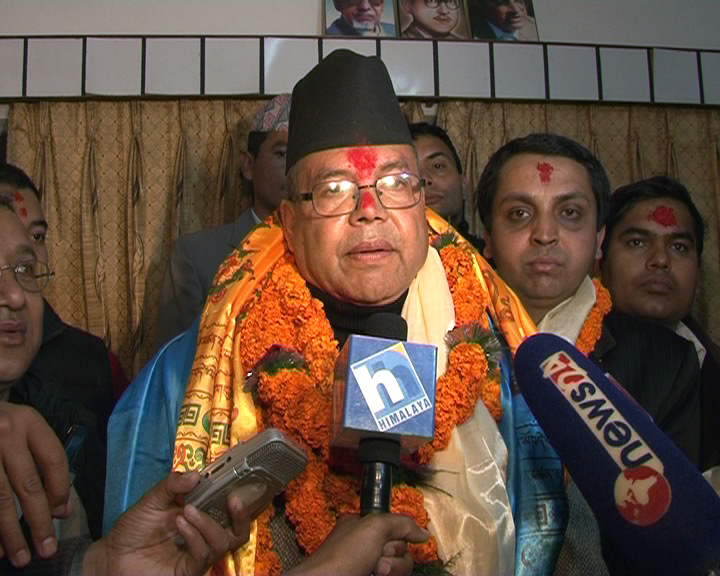
Jhala Nath Khanal efter att ha valts till Nepals premiärminister.

Den 3 februari 2011, efter sju månaders politiskt stillestånd där ingen kandidat kunde få tillräckligt många röster för att väljas till premiärminister, valdes Jhala Nath Khanal till premiärminister av Nepals konstituerande församling. Khanal fick 368 röster av de 601 ledamöterna, medan hans närmaste konkurrenter, Ram Chandra Poudel från Nepals kongressparti och Bijay Kumar Gachhedar från Madhesi Jana Adhikar Forum, fick 122 respektive 67 röster.
Nepal hade ingen riktig regering sedan Madhav Kumar Nepal avgick i juni 2010. Trots sexton omröstningar i parlamentet sedan juli kunde ingen ny premiärminister väljas, då inget politiskt parti lyckades få majoritet. Den 3 februari 2011 drog dock Nepals största parti, Nepals förenade kommunistiska parti (maoistiskt), tillbaka sin kandidat, Prachanda, och ställde sig bakom Khanal, som därigenom blev Nepals tredje premiärminister sedan landet blev en republik 2008.
Khanals omedelbara uppgift som premiärminister var bland annat att förbereda en ny republikansk konstitution senast 28 maj och att förhandla om framtiden för cirka 20 000 väpnade maoistrebeller.